# Eoglobigerinidae
Eoglobigerinidae es una familia de foraminíferos planctónicos de la superfamilia Globorotalioidea, del suborden Globigerinina y del orden Globigerinida. Su rango cronoestratigráfico abarca desde el Daniense (Paleoceno inferior) hasta el Ypresiense (Eoceno inferior).

## Discusión
Clasificaciones posteriores han incluido Eoglobigerinidae en la superfamilia Eoglobigerinoidea.

## Clasificación
Eoglobigerinidae incluye a los siguientes géneros:
- Eoclavatorella †, también considerado en la familia Globanomalinidae
- Eoglobigerina †
- Palaeoglobigerina †
- Parasubbotina †
- Parvularugoglobigerina †, también considerado en la familia Globanomalinidae
- Pseudoglobigerinella †, también considerado en la familia Globorotaliidae
- Subbotina †, también considerado en la familia Catapsydracidae
- Turbeogloborotalia †

Otros géneros considerados en Eoglobigerinidae son:
- Civisina †, considerado un sinónimo posterior de Parvularugoglobigerina
- Planoconusa, considerado nombre superfluo de Parvularugoglobigerina
- Postrugoglobigerina †, considerado un sinónimo posterior de Parvularugoglobigerina